# Tarnik
Tarnik (pot. raszpel, raszpla od niem. Raspel) - narzędzie stolarskie, rodzaj pilnika z trójkątnymi zębami do obróbki drewna, rogów zwierzęcych i innych miękkich materiałów. 
Tarnik usuwa większą ilość zbędnej materii kształtowanego przedmiotu niż inne pilniki z racji większych nacięć, jakie posiada.

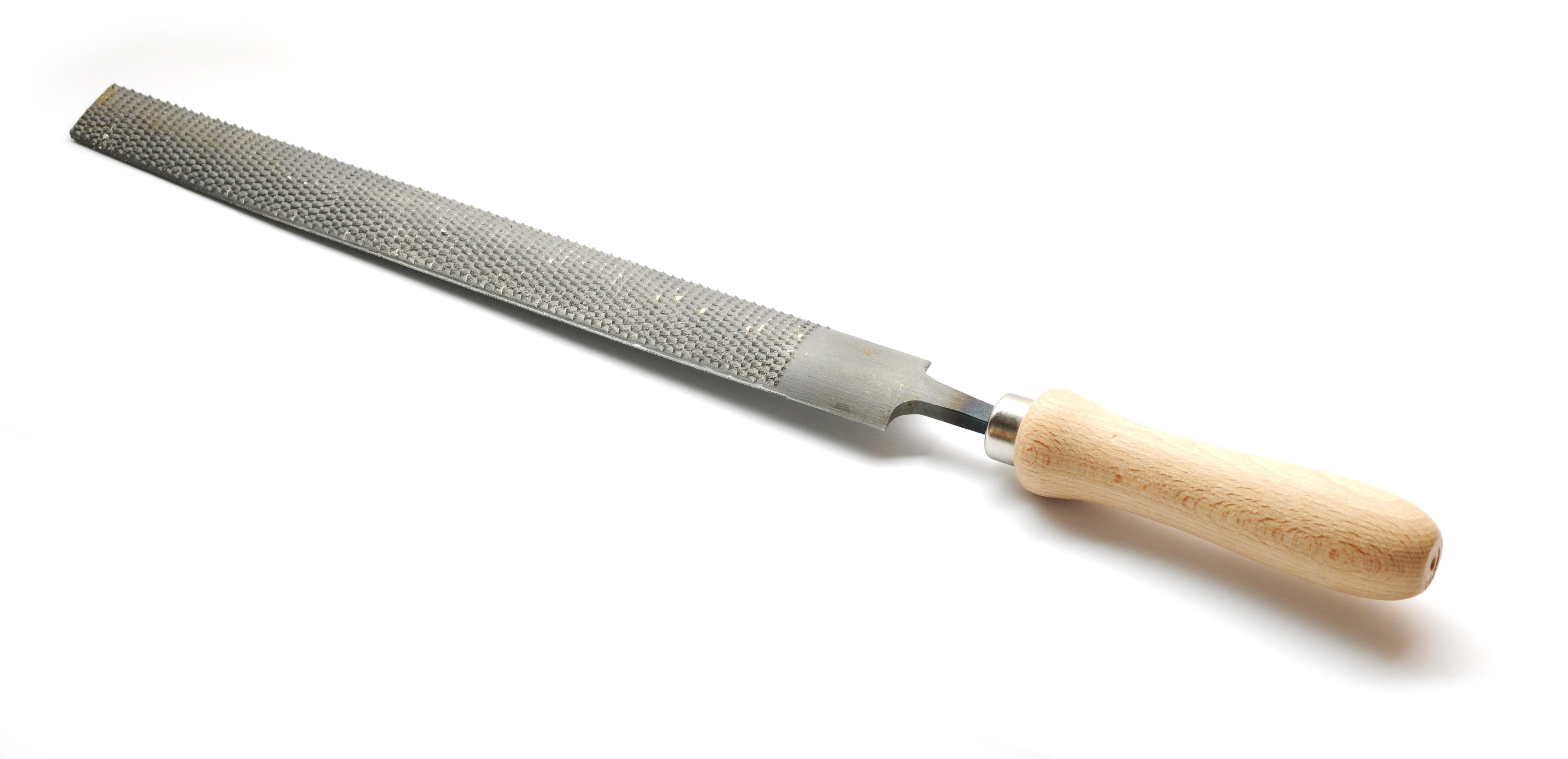
Tarnik z drewnianą rączką
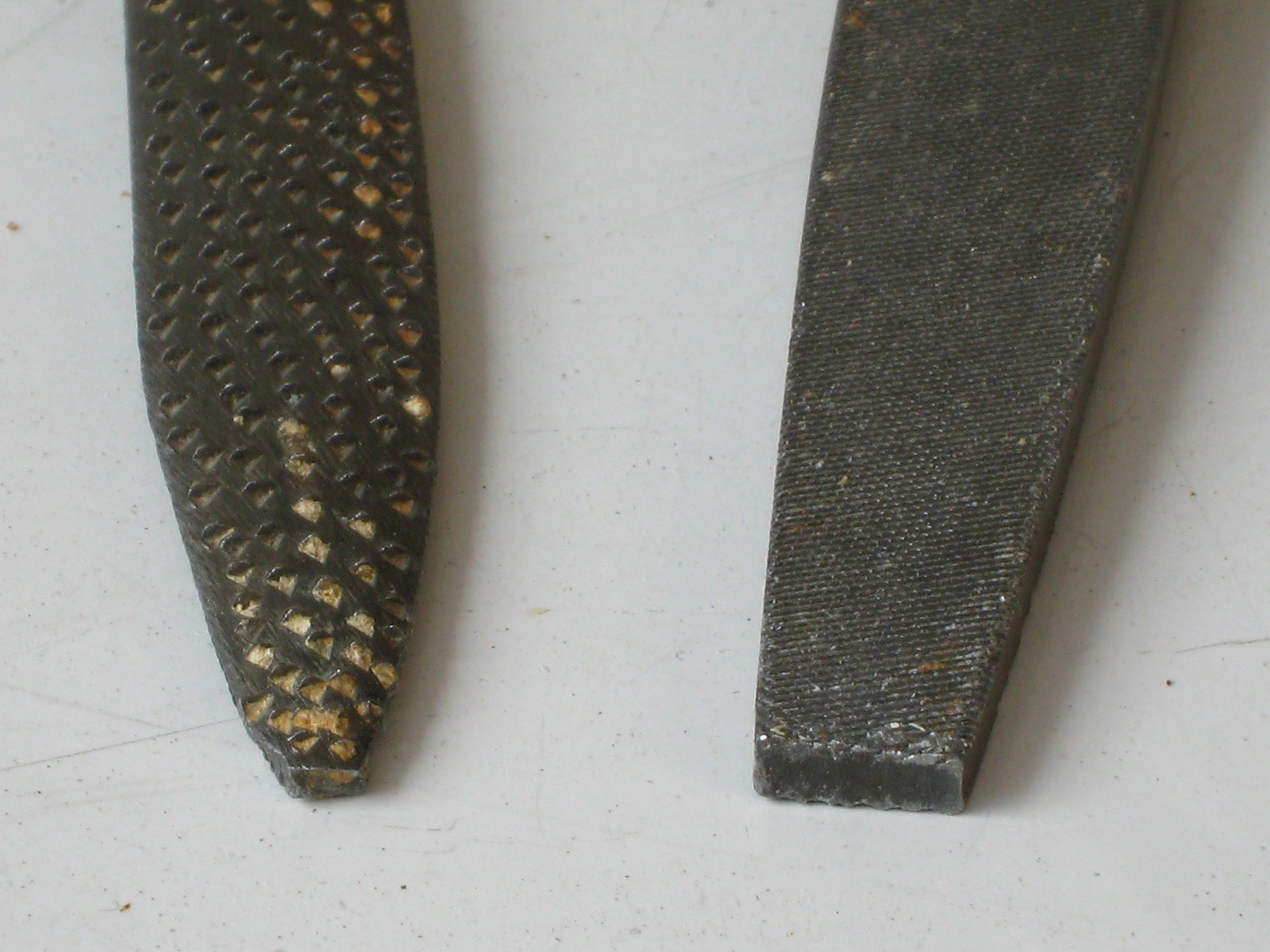
Porównanie tarnika i pilnika
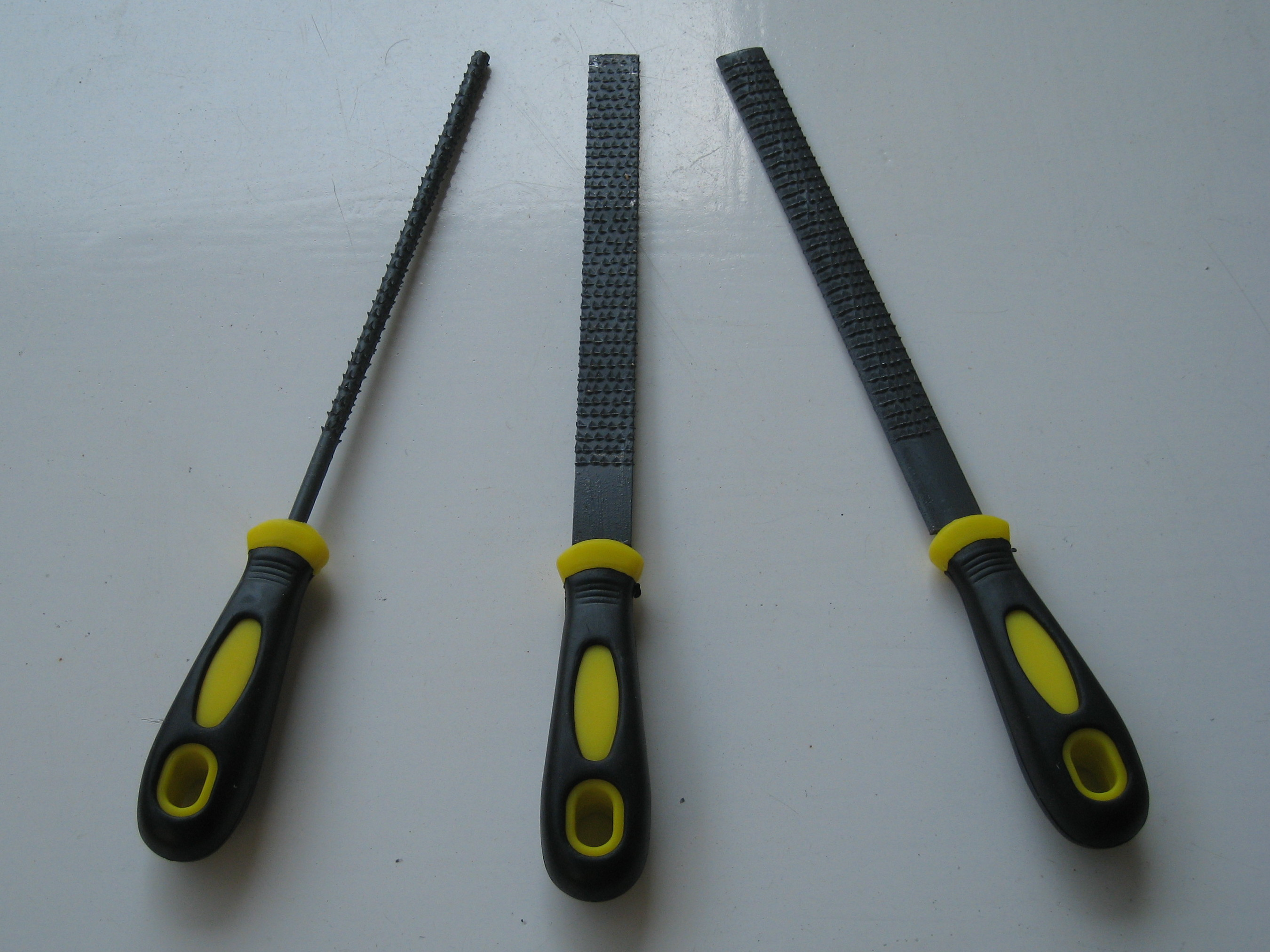
Różne kształty tarników
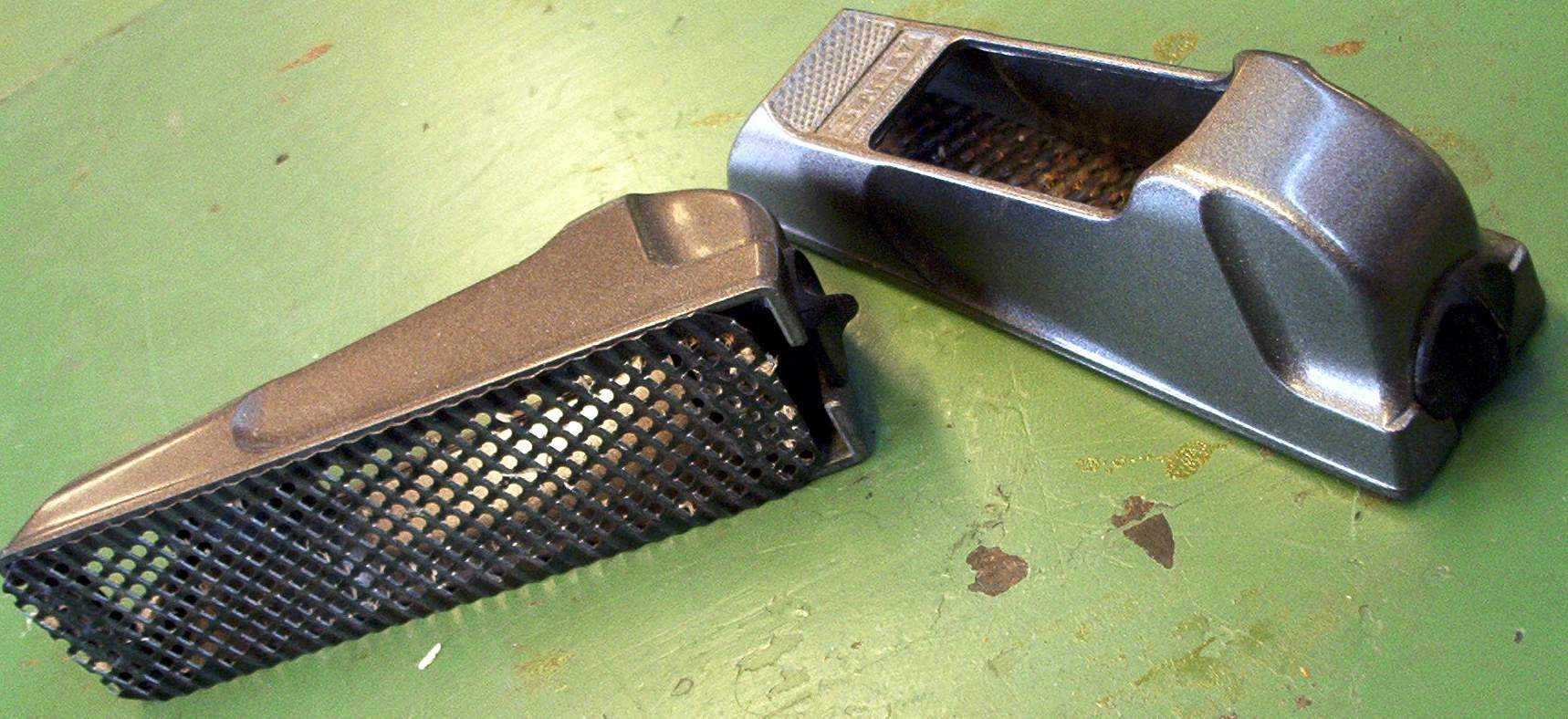
Tarnik z perforowanej blachy